# City of Launceston

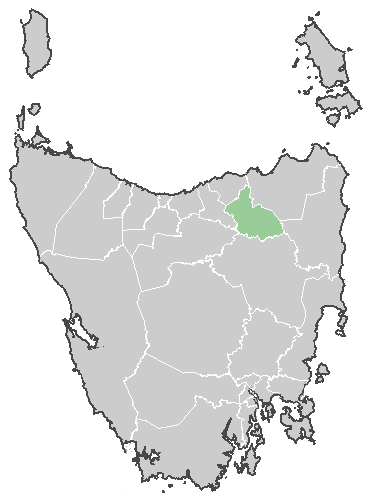
City of Launceston na mapie Tasmanii

City of Launceston – obszar samorządu lokalnego (ang. local government area), położony w północnej części Tasmanii (Australia). Siedziba rady samorządu zlokalizowana jest w mieście Launceston. Obecna rada samorządu składa się z burmistrza Albert Van Zetten (wybrany w roku 2007) oraz z jedenastu radnych. 
Według danych z 2009 roku, obszar ten zamieszkuje 65548 osób. Powierzchnia samorządu wynosi 1405 km²; w roku 1984 do City of Launceston przyłączono dwie gminy: Lilydale i St Leonards
W celu identyfikacji samorządu Australian Bureau of Statistics wprowadziło czterocyfrowy kod dla City of Launceston – 4010. Dodatkowo obszar podzielony jest na trzy lokalne obszary statystyczne (ang. statistical local area).